# Philip Warwick
Philip Warwick, död den 13 mars 1683 i Newmarket, var engelsk envoyé i Stockholm. Hans instruktion är daterad Whitehall den 12 april 1680. Han ankom hösten 1680 till Stockholm och stannade till början av 1683, då han var tvungen att återvända till England uti enskilte angelägenheter. Han efterträddes av kaplanen John Robinson. Som envoyé sysslade han mycket med frågor rörande handeln. Av svenskt intresse är de av hans brev som finns på Public Record Office, London, (State Papers 95) och svenska Riksarkivet (Diplomaticasamlingen).
Hans fader, med samma namn, född 24 november 1609 och död 15 januari 1683, var författare och politiker, mest känd för Memoirs of the reigne of King Charles I, with a continuation to the happy restauration of King Charles II, skriven mellan 1675 och 1677 och publicerad i London 1701.